# Adolphe de Bourgogne
Adolphe de Bourgogne, seigneur de Beveren et de Veere, vicomte d'Aire, noble des Pays-Bas issu d'une branche naturelle de la seconde maison capétienne de Bourgogne, est un amiral flamand au service de l'empereur Charles Quint. Il est mort le 7 décembre 1540 à Beveren et fut inhumé à Zandenburg (Zélande).

## Biographie
Adolphe de Bourgogne est le fils de Philippe de Bourgogne-Beveren et d'Anne van Borsselen.
Il épouse en 1509 Anne de Berghes, fille de Jean, seigneur de Berghes et de Walhain, chevalier de l'ordre de la Toison d'or, et d'Adrienne de Brimeu. Elle meurt le 15 juin 1541.
Ils ont au moins cinq enfants, au nombre desquels figure Maximilien II de Bourgogne.
Adolphe de Bourgogne est conseiller et chambellan de l'empereur Charles Quint, et amiral en mer. Ses qualités sont louées par Érasme, qui lui a dédié son livre De la vertu. Erasme a également rédigé des recommandations destinées à son fils Henri de Bourgogne dans son livre De civilitate morum puerilium.
Il est fait chevalier de l'ordre de la Toison d'or (no 141, lors du chapitre de janvier 1516).

## Armoiries

Armes d'Adolphe de Bourgogne

« Écartelé ; aux 1 et 4 contre écartelé ; aux 1 et 4 d'azur semé de fleurs-de-lis d'or, à la bordure componée d'argent et de gueules (Bourgogne moderne) ; au 2 parti, bandé d'or et d'azur de six pièces, à la bordure de gueules (Bourgogne ancien) ; et de sable au lion d'or, armé et lampassé de gueules (Brabant) ; au 3 parti, de Bourgogne ancien, et d'argent au lion de gueules, couronné et armé d'or, la queue fourchue, nouée et passée en sautoir (Limbourg) ; sur le tout des premier et dernier grands quartiers, d'or au lion de sable, armé et lampassé de gueules (Flandres) ; aux 2 et 3 grands quartiers d'azur à trois fleurs-de-lis d'or, au bâton de gueules mis en bande, brisé en chef d'un carreau d'or, chargé d'un dauphin pâmé d'azur, crêté et oreillé d'argent (Bourbon-Montpensier). Sur le tout de grandes écartelures de sable à la fasce d'argent (van Borsselen). Supports : deux lions. Cimier : une chouette. »